# アレクサンダー・エドモンドソン
アレクサンダー・エドモンドソン（Alexander Edmondson、1993年12月22日 - ）は、マレーシア、サラワク州ミリ産まれ、アデレード出身の自転車競技選手。ロードレースとトラックレースの兼用選手であり、姉のアネット・エドモンソンも自転車競技の兼用選手である。

## 経歴
2011年より、トラックレースで成果を挙げる。
2016年、オリカ・バイクエクスチェンジに加入。
2018年、オーストラリア選手権にて、並み居る強豪から逃げ切り勝利を挙げる。

## 主な戦績

### 2011年
- オーストラリア選手権　優勝（チームパシュート）
- UCIトラックサイクリング・ワールドカップ・アスタナ　優勝（マディソン）

### 2012年
- オーストラリア選手権　優勝（チームパシュート）
- UCIトラックサイクリング・ワールドカップ・ロンドン　優勝（チームパシュート）

### 2013年
- オーストラリア選手権　優勝（チームパシュート、ポイントレース）

- トラックレース世界選手権　優勝（チームパシュート）

### 2014年
- オーストラリア選手権　優勝（チームパシュート、オムニアム、マディソン、個人パシュート）

- トラックレース世界選手権　優勝（チームパシュート、個人パシュート）

### 2015年
- オーストラリア選手権　優勝（チームパシュート）
- ツール・デ・フランドルU23　優勝
- トラックレース世界選手権　3位（チームパシュート）

### 2016年
- オーストラリア選手権　優勝（チームパシュート、ポイントレース、スクラッチレース）
- リオデジャネイロ・オリンピック　銀メダル（チームパシュート）

### 2018年
- オーストラリア選手権　優勝（ロードレース）